# Alona Andruk
Alona Anatoliivna Andruk (en ucraïnès Альона Анатоліївна Андрук) (Kíiv, 11 de juny de 1987) va ser una ciclista ucraïnesa professional del 2007 al 2013. Va participar en els Jocs Olímpics de 2012.

## Palmarès
- 2010
  - Vencedora d'una etapa al Trofeu d'Or[2]
- 2011
  - Vencedora d'una etapa a la Volta a Nova Zelanda[2]
- 2012
  -  Campiona d'Ucraïna en ruta[3]